# Sølje
Sølje eller sylgja er et spænde eller en broche bestående af en sølvplade, der er dekoreret med motiver eller filigranarbejde, og små skålformede vedhæng er monteret med øskner. De har et rundt hul i midten med en enkel dorn som er fæstet til den ene siden af hullet, Denne dornen kan stikket gennem tøjet for at fastgøren søljen til skjorten. På nyere søljer og ofte også på ældre omgjorte søljer, er dornens funktion erstattet af en længere, tynd nål der er fastgjort på bagsiden.
Søljer er udbredte i Norge, hvor de indgår som en del af det dragtsølv, der bæres på folkedragter eller bunader. Betegnelsen sølje bruges om tilsvarende smykker også i Danmark og Sverige. Søljer har været de dominerende brystsmykker brugt på norske folkedragter, og både form og betegnelser har mange variationer. Mindre og ofte enklere søljer har også været kaldt ring eller sprette, ofte i sammenhæng som halsring eller hjertesprette. Sprogbrugen har varieret i forskellige dele af Norge.
Ordet sølje kommer fra gammelnorsk sylgja og betyder oprindeligt spænde. Ophavet til ordet sølje er usikkert. Det kan være et lån fra finsk-ugrisk solki som betyder spænde eller pyntenål, men Bjorvand og Lindemand mener det heller kommer fra germansk súhl som betyder trække. Herfra kan betydningen være blevet overført til at betegne sammentrækning eller fastholdelse af klædedragt.